# System komputerowy

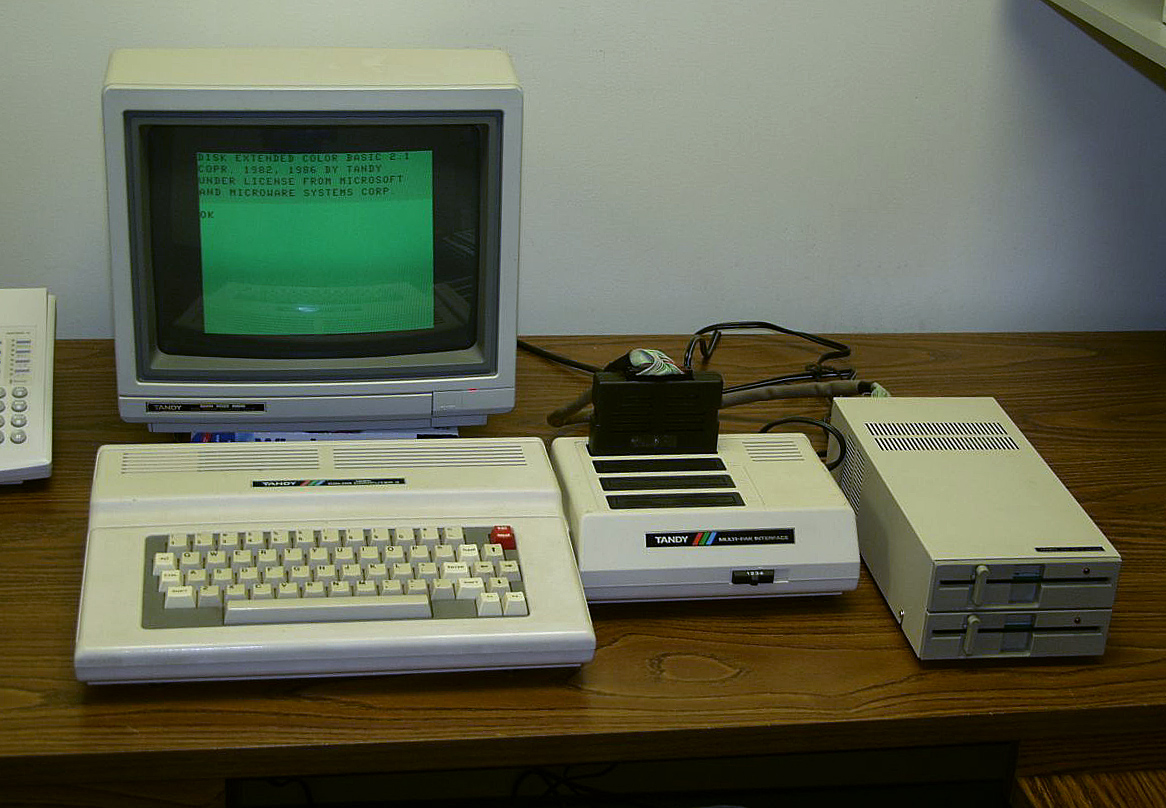
Zestaw komputerowy Tandy Color Computer 3

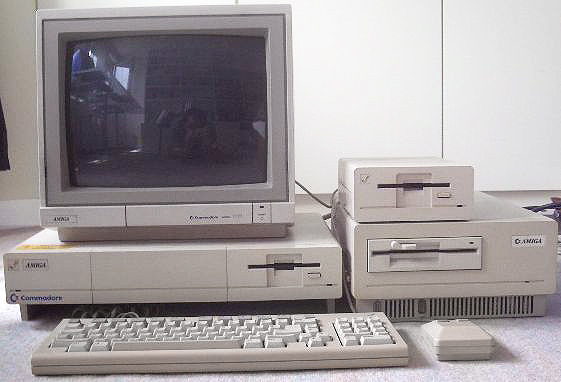
Zestaw komputerowy Amiga 1000

System komputerowy (ang. computer system) – układ współdziałania dwóch składowych: sprzętu komputerowego oraz oprogramowania, działających coraz częściej również w ramach sieci komputerowej. Można mówić o następujących poziomach takiego systemu: sprzęt komputerowy, system operacyjny (oprogramowanie systemowe), oprogramowanie użytkowe (aplikacje). W pełni zautomatyzowany system komputerowy działa bez udziału człowieka.
Organizacja systemu komputerowego to opis zależności sprzętowych, przedstawienie poszczególnych podzespołów komputera, który funkcjonuje według pewnych reguł i zasad, współpracuje ze sobą – by osiągnąć określony cel. Organizacja systemu komputerowego określa zasady, reguły, cele oraz sposób wspomagania działań poszczególnych podzespołów.

## Warstwy systemu komputerowego
Struktura systemu komputerowego składa się z pięciu zasadniczych warstw tj. warstwa sprzętowa, system operacyjny, programy narzędziowe, programy użytkowe i użytkownicy:
1. Sprzęt – zapewnia podstawowe możliwości obliczeniowe (procesor, pamięć, urządzenia wejścia/wyjścia) – podstawowe zasoby systemu komputerowego;
2. Oprogramowanie systemowe – kontroluje i koordynuje działanie zasobów sprzętowych przez zastosowanie różnych programów użytkowych dla różnych użytkowników. Warstwa tworzona przez twórców systemu operacyjnego – są to zazwyczaj wysoko wyspecjalizowani eksperci;
3. Oprogramowanie narzędziowe – dogodne interfejsy użytkowe wspomagające zarządzanie zasobami sprzętowymi oraz usprawniające, modyfikujące oprogramowanie systemowe, zazwyczaj pisane przez niezależnych programistów, którzy mają na celu usprawnienia wykonywania programów w bardziej wygodny i wydajny sposób, a przy tym często eliminują błędy czy też niedociągnięcia oprogramowania systemowego;
4. Oprogramowanie użytkowe – określają sposoby użycia zasobów systemowych do rozwiązywania problemów obliczeniowych zadanych przez użytkownika (kompilatory, systemy baz danych, gry, oprogramowanie biurowe), tworzone przez programistów;
5. Użytkownicy – ludzie, maszyny, inne komputery, mający bezpośredni kontakt z oprogramowaniem użytkowym. Realizują różne zadania za pomocą programów użytkowych na sprzęcie komputerowym pod nadzorem systemu operacyjnego.